# The Case of Sergeant Grischa
The Case of Sergeant Grischa è un film del 1930 diretto da Herbert Brenon. La sceneggiatura di Elizabeth Meehan si basa sul romanzo Der Streit um den Sergeanten Grischa di Arnold Zweig, pubblicato a Potsdam nel 1928.

## Trama
In una notte d'inverno del 1917, il sergente russo Grischa Paprotkin fugge da un campo di prigionia tedesco in Polonia, riuscendo ad arrivare dalla moglie Babka che ha appena partorito il loro bambino. Lei lo nasconde, ma Grischa sogna sempre di poter tornare in Russia. Un giorno, mentre cerca del cibo, Grischa viene catturato dai tedeschi. Il generale Schieffenzahn, capo del fronte orientale, lo condanna a morte come spia, ordinandone la fucilazione. L'avvocato Posnanski e suo nipote Wilfred cercano di sottrarlo alla morte; l'identità di Grischa viene riconosciuta, ma la sentenza non cambia. Babka progetta di aiutarlo nella fuga ma Grischa, confidando nell'aiuto del generale von Lychow, attende fiducioso. La lettera di von Lychow che porta l'ordine di annullare la sentenza di morte, però non riesce a fermare l'esecuzione perché non arriva in tempo a causa di una tempesta. Senza speranza, Grischa si avvia alla morte, respingendo i tentativi dell'amico di salvarlo.

## Produzione
Il film fu prodotto dalla RKO Radio Pictures.

## Distribuzione
Il copyright del film, richiesto dalla RKO Productions, Inc.RKO Productions, Inc., fu registrato il 23 febbraio 1930 con il numero LP1180.
La RKO Radio Pictures distribuì il film nelle sale USA il 23 febbraio 1930. Nel Regno Unito, l'Ideal lo presentò a Londra il 29 maggio 1930, in Irlanda il 14 novembre dello stesso anno.